# Can Seguer (Cruïlles, Monells i Sant Sadurní de l'Heura)
Can Seguer és una masia del municipi de Cruïlles, Monells i Sant Sadurní de l'Heura a la comarca catalana del Baix Empordà.